# آگالی
آگالی (به انگلیسی: Aghalee) یک روستا در بریتانیا است که در شهرستان انتریم واقع شده‌است. آگالی ۷۷۴ نفر جمعیت دارد.